# Kaho Miyasaka
Kaho Miyasaka (宮坂香帆?, Kaho Miyasaka; Prefettura di Chiba, 17 ottobre ...) è una fumettista giapponese, famosa per il manga Lui il primo amore.

## Lavori
- Akutou (1992)
- Love Love (1996)
- Scandalous Honey (1996)
- 16engage (1997)
- Kisu in za Buruu (1998)
- Febbre del cuore (Binetsu Shoujo) (1998)
- Akai Ito16-sai kiss (2001)
- Lui, il primo amore (Kare First Love) (2002)
- Houkago Ha Koino Yokan (2005)
- Meiseinen Lovers (2005)
- La scoperta dell'amore (Bokutachi wa Shitte Shimatta) (2007)
- Real Kiss (2008)
- Akai Ito (2012)
- Barairo no yakusoku (2014)